# Barbara Cochran
Barbara Ann Cochran (ur. 4 stycznia 1951 w Claremont) – amerykańska narciarka alpejska, mistrzyni olimpijska i dwukrotna medalistka mistrzostw świata.

## Kariera
W zawodach Pucharu Świata Barbara Cochran zadebiutowała w sezonie 1967/1968. Swoje pierwsze punkty wywalczyła w przedostatnich zawodach sezonu, 6 kwietnia 1968 roku w Heavenly Valley, gdzie zajęła szóste miejsce w slalomie. W klasyfikacji generalnej dało jej to 36. pozycję. W kolejnym sezonie punktowała kilkukrotnie, najlepszy wynik osiągając 15 marca 1969 roku w Mont-Sainte-Anne, zajmując czwarte miejsce w slalomie. Walkę o podium przegrała tam z Francuzką Florence Steurer o 0,16 sekundy.
Już w pierwszych zawodach sezonu 1969/1970 Cochran stanęła na podium: 10 grudnia 1969 roku w Val d’Isère była druga w gigancie. W zawodach tych rozdzieliła na podium dwie Francuzki: Françoise Macchi oraz Michèle Jacot. W kolejnych startach jeszcze siedem razy plasowała się w najlepszej trójce, w tym 18 stycznia 1970 roku Mariborze odniosła pierwsze zwycięstwo wygrywając slalom. Sezon ten ukończyła na piątym miejscu w klasyfikacji generalnej oraz drugim w klasyfikacji slalomu, w której uległa tylko Britt Lafforgue. W lutym 1970 roku wzięła udział w mistrzostwach świata w Val Gardena, gdzie wywalczyła srebrny medal w slalomie. Tym razem przegrała jedynie z Ingrid Lafforgue, a trzecie miejsce zajęła kolejna Francuzka, Michèle Jacot. Na tej samej imprezie zajęła także czwarte miejsce w kombinacji, przegrywając brązowy medal ze swą siostrą Marilyn.
Kolejne miejsca na podium zawodów pucharowych wywalczyła w sezonie 1970/1971, odnosząc przy tym dwa kolejne zwycięstwa: 25 lutego i 27 lutego 1971 roku w Heavenly Valley wygrywała kolejno slalom i giganta. W klasyfikacji generalnej była tym razem ósma, a w slalomie zajęła trzecie miejsce. W sezonie 1971/1972 dwukrotnie znalazła się na podium, jednak nie odniosła zwycięstwa. Zwyciężyła za to w slalomie podczas rozgrywanych w lutym 1972 roku igrzysk olimpijskich w Sapporo. Cochran prowadziła już po pierwszym przejeździe, z przewagą 0,03 sekundy nad Danièle Debernard. W drugim przejeździe okazała się słabsza od Francuzki o 0,01 sekundy, co wystarczyło do zwycięstwa z przewagą 0,02 sekundy nad Debernard. Na tych samych igrzyskach wystartowała także w gigancie, który ukończyła na jedenastej pozycji.
Startowała jeszcze przez dwa kolejne lata, jednak osiągała słabsze wyniki. W Pucharze Świata na podium stanęła w tym czasie dwukrotnie, w tym ostatni raz w karierze 9 stycznia 1974 roku w Les Gets, gdzie była druga w gigancie. Z mistrzostw świata w Sankt Moritz w 1974 roku wróciła bez medalu. Jej najlepszym wynikiem było tam szóste miejsce w slalomie.
Jej brat – Bob Cochran oraz siostry Marilyn Cochran i Lindy Cochran również uprawiali narciarstwo alpejskie. Także jej syn, Ryan Cochran-Siegle oraz bratanek, Jimmy Cochran zajmowali się tym sportem.

## Osiągnięcia

### Igrzyska olimpijskie
| Miejsce | Dzień     | Rok  | Miejscowość | Konkurencja | Czas biegu | Strata | Zwyciężczyni       |
| ------- | --------- | ---- | ----------- | ----------- | ---------- | ------ | ------------------ |
| 11.     | 8 lutego  | 1972 | Sapporo     | Gigant      | 1:29,90    | +3,26  | Marie-Theres Nadig |
| 1.      | 11 lutego | 1972 | Sapporo     | Slalom      | 1:31,24    | –      | –                  |

### Mistrzostwa świata
| Miejsce | Dzień     | Rok  | Miejscowość  | Konkurencja | Czas biegu | Strata     | Zwyciężczyni       |
| ------- | --------- | ---- | ------------ | ----------- | ---------- | ---------- | ------------------ |
| 21.     | 11 lutego | 1970 | Val Gardena  | Zjazd       | 1:58,34    | +6,37      | Annerösli Zryd     |
| 2.      | 13 lutego | 1970 | Val Gardena  | Slalom      | 1:40,44    | +1,71      | Ingrid Lafforgue   |
| 9.      | 14 lutego | 1970 | Val Gardena  | Gigant      | 1:20,46    | +1,30      | Betsy Clifford     |
| 4.      | 3 lutego  | 1970 | Val Gardena  | Kombinacja  | 30,31 pkt  | +21,39 pkt | Michèle Jacot      |
| 11.     | 8 lutego  | 1972 | Sapporo      | Gigant      | 1:29,90    | +3,26      | Marie-Theres Nadig |
| 1.      | 11 lutego | 1972 | Sapporo      | Slalom      | 1:31,24    | –          | –                  |
| 6.      | 3 lutego  | 1974 | Sankt Moritz | Gigant      | 1:43,18    | +1,33      | Fabienne Serrat    |
| DNF     | 8 lutego  | 1974 | Sankt Moritz | Slalom      | 1:34,63    | –          | Hanni Wenzel       |

### Puchar Świata

#### Miejsca w klasyfikacji generalnej
- sezon 1967/1968: 36.
- sezon 1968/1969: 18.
- sezon 1969/1970: 5.
- sezon 1970/1971: 8.
- sezon 1971/1972: 12.
- sezon 1972/1973: 21.
- sezon 1973/1974: 14.

#### Miejsca na podium
1. Val d’Isère – 10 grudnia 1969 (gigant) – 2. miejsce
2. Val d’Isère – 12 grudnia 1969 (slalom) – 2. miejsce
3. Lienz – 19 grudnia 1969 (gigant) – 3. miejsce
4. Oberstaufen – 4 stycznia 1970 (gigant) – 3. miejsce
5. Maribor – 17 stycznia 1970 (gigant) – 3. miejsce
6. Maribor – 18 stycznia 1970 (slalom) – 1. miejsce
7. Jackson Hole – 22 lutego 1970 (slalom) – 2. miejsce
8. Vancouver – 27 lutego 1970 (gigant) – 2. miejsce
9. Maribor – 4 stycznia 1971 (slalom) – 3. miejsce
10. Saint-Gervais – 29 stycznia 1971 (slalom) – 2. miejsce
11. Mont-Sainte-Anne – 13 lutego 1971 (slalom) – 2. miejsce
12. Heavenly Valley – 25 lutego 1971 (slalom) – 1. miejsce
13. Heavenly Valley – 27 lutego 1971 (gigant) – 1. miejsce
14. Grindelwald – 19 stycznia 1972 (slalom) – 3. miejsce
15. Banff – 18 lutego 1972 (slalom) – 2. miejsce
16. Naeba – 13 marca 1973 (slalom) – 3. miejsce
17. Les Gets – 9 stycznia 1974 (gigant) – 2. miejsce